# 海老原優
海老原 優（えびはら ゆう）は、日本の漫画家、イラストレーター、特撮スタッフ、俳優。東京都出身。

## 概要
東京都中野区に生まれる。漫画関連の広告代理店で編集などを手がけたのち、企業コミックやイラスト・挿絵などを担当する漫画家として独立した。
2010年の連続テレビ小説『ゲゲゲの女房』（NHK）では漫画指導として、劇中の漫画に関する時代考証や助言、劇中小道具となる原稿の執筆を行った他、漫画家・えびおそうじ役としても出演した。2017年の『ひよっこ』、2025年の『あんぱん』でも同様に、劇中漫画の作画及び漫画指導を務めた。
特撮怪獣への関心が高く、親交の深い河崎実監督にはいかレスラーの着ぐるみデザイン、『ギララの逆襲/洞爺湖サミット危機一発』に登場する宇宙大怪獣ギララのアレンジとタケ魔人のデザインなど、複数のデザインを提供しているほか、『ギララの逆襲』では劇中にも出演している。また、趣味で描いた怪獣漫画を『スカルマン』でアシスタントを務めた島本和彦のもとに送り、呆れさせたというエピソードがある。島本が著書のあとがき漫画の中で、「負けた!」と感想をもらしている。仕事としても、「ILCA」制作の『世界の闇図鑑』・『闇芝居』・「KJファイル」の劇中作画やキャラクターデザインを2017年4月から、日本全国各地域の特徴や歴史などをモチーフにした怪獣を47都道府県に配置した地域活性化プロジェクト「ご当地怪獣」の公式イラストを2021年から担当している。
大学で教鞭を執ってもおり、2010年10月より2016年1月まで長岡造形大学非常勤講師、2016年4月より京都嵯峨造形大学（現嵯峨美術大学）講師を務めている。
この他にも、特撮評論やアイドル研究の連載、トークショー出演など、幅広い活動を行っている。

## 作品

### 漫画
- 辻内崇伸物語 156キロの衝撃!（原作：湊斗南、『月刊ジャイアンツ』2006年4月号 - 不明）

### 協力
- 連続テレビ小説（NHK）
  - ゲゲゲの女房（2010年） - 漫画指導、作中にえびおそうじ役として出演
  - ひよっこ（2017年） - 漫画指導
  - あんぱん（2025年） - 漫画指導

### その他
- ギララの逆襲/洞爺湖サミット危機一発（2008年7月26日）- タケ魔人デザイン
- 闇芝居（2017年 - 現在）- 作画[8]
- 世界の闇図鑑（2017年4月 - 6月、テレビ東京）- イラストレーター
- KJファイル（2022年）- 作画